# Маска (филм из 1978)
Маска је југословенска телевизијска драма из 1978. године. Режирала ју је Мира Траиловић која је и адаптирала сценарио заједно са Јованом Ћириловим према делу Милоша Црњанског.